# Villegas (Burgos)
Villegas est une commune d'Espagne dans la communauté autonome de Castille-et-León, province de Burgos. Elle s'étend sur 24,593 km2 et comptait environ 97 habitants en 2011.

## Localités
- Villamoron